# Army Public School Kolkata
Die Army Public School ist eine englischsprachige koedukative Schule in Ballygunge, einem Stadtteil von Kolkata in Indien. Die Schule bietet Unterricht bis zur zwölften Jahrgangsstufe mit drei Hauptzweigen (Naturwissenschaften, Wirtschaftsrecht und Geisteswissenschaften) in der Oberstufe. Die Schule wurde 1994 als Army School mit sieben Lehrern und 173 Schülern gegründet. Sie ist an das CBSE angeschlossen. 2001 traten die ersten Schüler der Schule für die Hochschulzulassungsexamen an. Im folgenden Jahr wurde die Schule zur Army Public School Kolkata erhoben und ist die größte Army School des Landes und die einzige Army Public School im Osten Indiens.